# Scream (album Tokio Hotel)
Scream (ang. Krzyk) – trzecia płyta niemieckiej grupy rockowej Tokio Hotel z 2007 roku. Jest pierwszym anglojęzycznym albumem zespołu, dwa wcześniejsze były w całości w języku niemieckim. Jej tytuł to anglojęzyczna wersja tytułu debiutanckiej płyty "Schrei". Płyta ma także drugi tytuł "Room483" (ang. "Pokój numer 483"), co jest angielską wersją tytułu niemieckojęzycznej płyty "Zimmer483"
Album składa się z anglojęzycznych wersji piosenek z pierwszej płyty (Schrei, reedycja Schrei (so laut du kannst)) i drugiej (Zimmer 483).
Kiedyś Tokio Hotel wyznało, że nigdy nie nagrają piosenek po angielsku, Jednak zmienili zdanie. Powód jest prosty - zyskali wiele fanów poza granicami Niemiec i chcieli, aby oni też rozumieli ich utwory.
Powstało sześć wersji płyty dla: Europy, Wielkiej Brytanii, Ameryki (trzy rodzaje), Kanady.

## Lista utworów
Wersja Europejska
1. Scream (w wersji niemieckiej "Schrei")
2. Ready Set Go! (w wersji niemieckiej "Übers Ende der Welt")
3. Monsoon (w wersji niemieckiej "Durch den Monsun")
4. Love Is Dead (w wersji niemieckiej "Totgeliebt")
5. Don't Jump (w wersji niemieckiej "Spring nicht")
6. On The Edge (w wersji niemieckiej "Stich ins Glück")
7. Sacred (w wersji niemieckiej "Heilig")
8. Break Away (w wersji niemieckiej "Ich brech aus")
9. Rescue Me (w wersji niemieckiej "Rette mich")
10. Final Day (w wersji niemieckiej "Der letzte Tag")
11. Forgotten Children (w wersji niemieckiej "Vergessene Kinder")
12. By Your Side (w wersji niemieckiej "An deiner Seite (Ich bin da)")

Wersja Brytyjska - bonusowe piosenki
1. Live Every Second (w wersji niemieckiej "Leb'die sekunde")
2. Raise Your Hands (Live In Madrid, MTV Day)(w wersji niemieckiej "Wo sind eure Hände")

Wersja Kanadyjska - bonusowe piosenki
1. 1000 Oceans (w wersji niemieckiej "1000 Meere")
2. Monsoon (Live in Milan)(w wersji niemieckiej "Durch den Monsun")

Wersja Amerykańska - bonusowe piosenki
1. Live Every Second (w wersji niemieckiej "Leb'die sekunde")
2. 1000 Oceans (w wersji niemieckiej "1000 Meere")
3. Durch den Monsun (Original Version Of Studio Album Schrei 2003)

U.S. iTunes bonus track
1. Black (w wersji niemieckiej "Schwarz")

U.S. Hot Topic bonus track
1. Raise Your Hands (Studio version) (w wersji niemieckiej "Wo sind eure Hände")

## Teledyski
Tokio Hotel stworzyło pięć teledysków do piosenek z tej płyty. Wszystkie prócz teledysku do piosenki "Monsoon" są odświeżone pod względem wokalu Billa aby jego usta były zgodne ze słowami piosenek. Reszta elemetów jest taka sama jak w niemieckich wersjach.